# Christoph Watrin (Sänger)

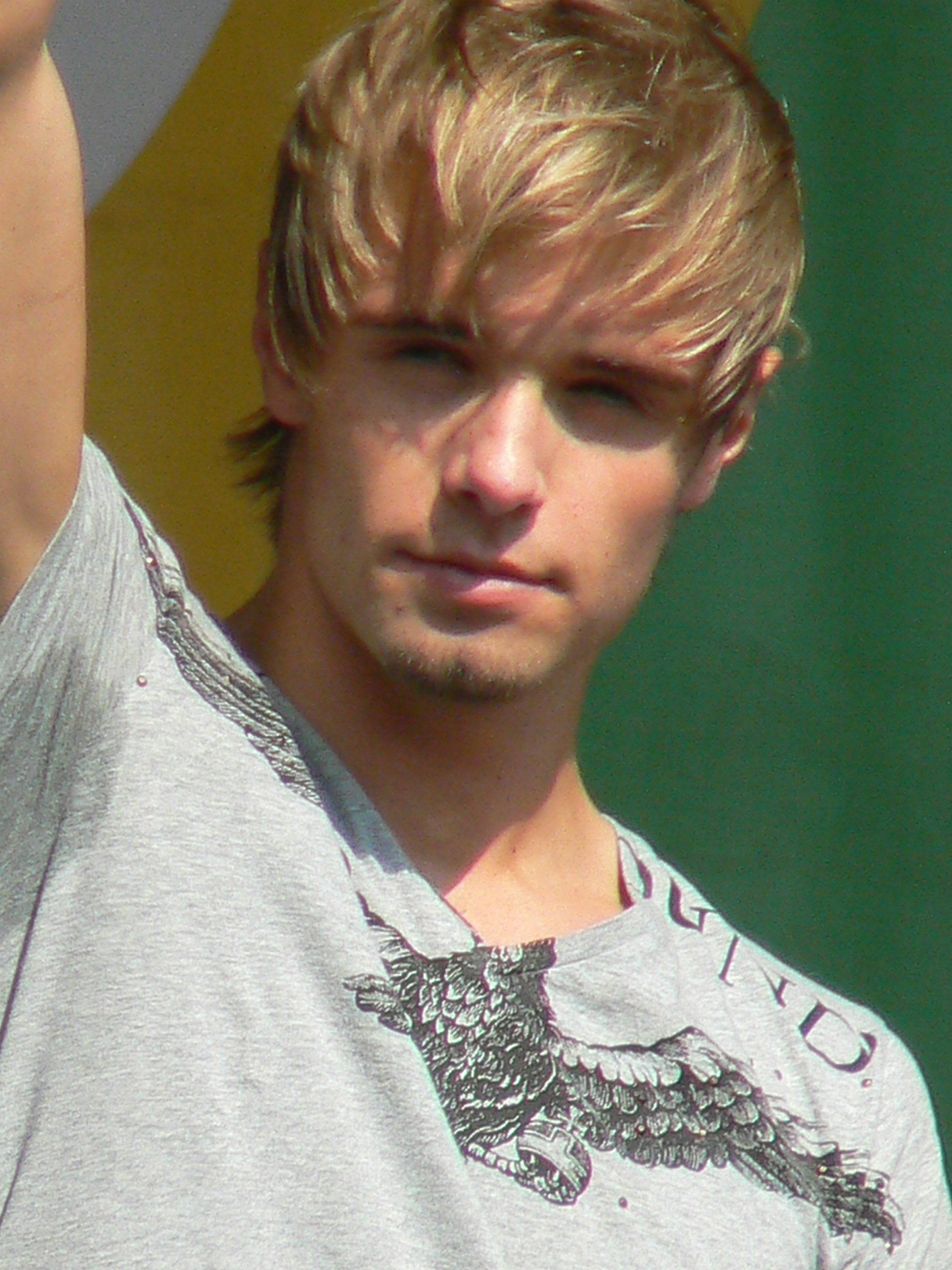
Christoph Watrin, 2008

Christoph „Chris“ Watrin (* 7. August 1988 in Köln) ist ein deutscher Sänger, Musiker und Chorleiter.

## Kindheit und Jugend
Seit seinem 5. Lebensjahr erhielt Christoph Watrin professionellen Klavierunterricht. Mit elf Jahren stand er als Solist des Kölner Kinderchores Lucky Kids für einen Gesangswettbewerb im WDR Fernsehen auf der Bühne und belegte den ersten Platz. Ein Jahr später stand er an der Seite von Anke Engelke vor 2.000 Zuhörern in der Kölner Philharmonie und sang den Jackson-Five-Song Blame It on the Boogie. Als Solist und Mitglied des Kölner Jugendchores St. Stephan (unter der Leitung von Michael Kokott) folgten Fernsehauftritte im WDR und der ARD, u. a. in Kooperation mit den Bläck Fööss und den Höhnern.

## Leben und Karriere
Im Alter von 16 Jahren setzte sich Christoph Watrin gegen 5.000 männliche Bewerber auf den Platz in der internationalen Boygroup US5 durch und überzeugte Lou Pearlman, den Gründer der Backstreet Boys und *NSync, von seinem Talent. Er wirkte in der Sendung „Big in America“, die auf RTL II und VIVA sowie im englischen Fernsehen ausgestrahlt wurde, mit. Mit der Gruppe US5 verkaufte Christoph Watrin innerhalb von drei Jahren mehr als zwei Millionen Tonträger weltweit und erreichte Goldstatus in Deutschland, Österreich und Polen sowie Platinstatus in Deutschland. Mit neun Singles und zwei Alben erreichten US5 die Top-10-Platzierungen in den deutschen Album- und Singlecharts. Mit ihrem Debüthit Maria standen sie fünf Wochen in Folge an der Spitze der deutschen Charts. Für US5 wirkte Watrin auf zwei Titeln als Komponist und Autor mit.
Christoph Watrin verließ 2008 US5 und fing an, unter dem Namen „StadtkinT“ Straßenmusik zu machen. Er holte sein Abitur auf dem zweiten Bildungsweg in Berlin nach. Die Erfahrungen der Jahre bei US5 und seines damals gegenwärtigen Lebensabschnitts verarbeitete er in deutschsprachigen Liedern mit autobiografischen Texten. Der Manager des deutschen Duos Rosenstolz wurde auf Christoph Watrin aufmerksam und förderte seine Entwicklung als Solokünstler und Musiker. Unterstützt und inspiriert wurde er außerdem von dem Musikproduzenten Ron Dohanetz.
Nach Abschluss seines Abiturs studierte Watrin Gesellschafts- und Wirtschaftskommunikation an der UdK und bildete sich zusätzlich in den Bereichen Fotografie, Kameraführung und Filmschnitt weiter.
Im Jahre 2014 trat er als Mitglied des „New Life Gospel Choir“ zusammen mit Pharrell Williams bei „Wetten, dass..?“ mit dem Welthit Happy auf. Im Rahmen der TV-Reportage Phänomen Boybands war er 2014 zudem innerhalb der Band US5 auf VOX zu sehen. Seit 2013 leitet Watrin einen Chor von Menschen mit mehrfach geistiger Behinderung für die Diakonie Michaelshoven in Köln, mit denen er bei Sommer- und Straßenfesten in Köln und Umgebung auftritt. Im Mai 2014 führte er den Michaelshoven-Chor erfolgreich zu seinem ersten öffentlichen Auftritt. Er tritt als Sänger auch bei kirchlichen Festen auf. Er traf sich 2016 mit seinem früheren Bandkollegen Jay Khan.
Seit 2016 studierte er an der Hochschule für Musik und Tanz Köln Elementare Musikpädagogik.
Seit 2018 tritt er gemeinsamen mit seinem ehemaligen Bandkollegen Izzy Gallegos als Duo Izzy & Chris auf. Zusammen veröffentlichten sie den Song Goodbye Maria.